# Alaena ngonga
Alaena ngonga är en fjärilsart som beskrevs av Jackson 1966. Alaena ngonga ingår i släktet Alaena och familjen juvelvingar. Inga underarter finns listade i Catalogue of Life.